# Medieval Madness
Medieval Madness est un flipper créé par la société Williams Electronics Games et lancé en juin 1997. Conçu par Brian Eddy et programmé par Lyman Sheats. Medieval Madness (souvent abrégé en MM par la communauté flipperistique[réf. souhaitée]) a été produit à 4 016 unités. Ce fut un succès commercial et critique immédiat, de bon rapport en exploitation dans les lieux publics, populaire et recherché chez les collectionneurs. La demande pour cette machine sur le marché de l'occasion est très soutenue, et il se négocie souvent au-delà de son prix de vente initial neuf, environ 3 500 € en 1997.

## Système de jeu
L'élément central du plateau est un château dont le pont-levis et la herse sont motorisés. L'un des premiers objectifs du jeu est de "détruire" six châteaux en touchant l'entrée avec la bille. Un certain nombre de tirs abaisse le pont-levis, exposant la herse aux billes ; d'autres tirs font se lever la herse, le tir final créant un effet d'explosion du château sur l'afficheur, un jeu de lumière spécifique (nommé "Flash") et octroyant au joueur un certain nombre de points. Medieval Madness met également en scène deux Trolls, cachés sous le plateau, et jaillissant durant certaines phases de jeu. Ces trolls constituent des cibles mobiles. D'autres tirs cruciaux sont constitués par les deux rampes, par les deux boucles et par une catapulte située en bas à gauche du plateau. La constitution des rampes est particulière, empêchant, en cas de rampe non totalement montée, « l'avion » central (c'est-à-dire une perte de bille particulièrement brutale et rapide).
Missions :
Pour accéder à la "Grande Finale", (anglais = "Wizard Mode") nommée "Battle for the Kingdom", le joueur devra effectuer les missions suivantes :
- Joust Champion: tirer les boucles, ce qui allume le "Joust Madness".
- Patron of Peasants: tirer la rampe gauche, ce qui allume le "Peasant Madness".
- Catapult Ace: tirer la catapulte, ce qui allume le "Catapult Madness".
- Defender of Damsels: Tirer la rampe droite. Trois tirs actionnent le déviateur qui permet d'atteindre la Demoiselle en détresse, et allume le "Damsel Madness".
- Master of Trolls: Allumer les trolls via les deux cibles situées à l'entrée du château. Démarrer le mode Trolls via le "Merlin's Magic" puis toucher un certain nombre de trolls, ce qui allume le troll Madness.
- Castle Crusher: Détruire les 6 châteaux.

Il faut plusieurs missions réussies (en général 3) pour allumer l'insert bleu correspondant, et détruire les 6 châteaux pour allumer la Grande Finale.
Medieval Madness possède plusieurs multibilles :
- Castle Multiball : bloquer trois billes dans la muraille située à gauche de la porte principale.
- Multiball Madness : Toutes les missions, à l'exception du Castle Crusher allument un insert devant le "Merlin's Magic". Un ou plusieurs de ces inserts allumés donnent une Madness en allant au Merlin's Magic.
  - une seule Madness : 2 Billes.
  - de deux à quatre Madnesses : 3 Billes.
  - les cinq Madness : 4 billes.
- Basse-cour Madness : une Madness secrète qui est donnée en réussissant le lancer des cinq objets "catapulte".
- et bien sûr la Grande Finale nommée Battle for the Realm. Seuls les bons joueurs, à l'exemple de Franck Bona, champion d'Europe français de flipper en 2011, peuvent réussir régulièrement ce genre de performance.

## Musique et voix
La musique et les sons ont été composés par Dan Forden.
Tina Fey et Andrea Farrell font les voix des demoiselles en détresse, Greg Freres assurant la voix du commentateur des joutes, et d'un des trolls. Vince Pontarelli se charge des voix de François de Grimm et de l'autre troll. Les autres voix ( Merlin, Chevaliers, etc.) sont assurées par Scott Adsit et Kevin Dorff.

## Adaptations en jeu vidéo
Medieval Madness est inclus dans les jeux vidéo de flipper The Pinball Arcade et Pinball Hall of Fame: The Williams Collection (versions PS3 & Xbox 360 uniquement).
La table Medieval Madness (comme beaucoup d'autres) est également jouable avec le programme Visual Pinball X (VPX), logiciel gratuit emulateur de tables de flipper. (fonctionne uniquement sous Windows). 